# طانوبة
طانوبة (بالتركية: Tanoba)‏ هي بلدة تقع في مديرية «أربعة» بولاية توقاد في تركيا. بلغ عدد سكانها 4,752 نسمة سنة 2022م. من أعلامها الشيخ المُحدِّث محمد أمين سراج.